# Lepanthes tenuis
Lepanthes tenuis är en orkidéart som beskrevs av Rudolf Schlechter. Lepanthes tenuis ingår i släktet Lepanthes och familjen orkidéer. Inga underarter finns listade i Catalogue of Life.